# Ken Mizuno
Ken Mizuno (jap. 水野剣 Mizuno Ken; * 23. Mai 1978 in Takaoka) ist ein ehemaliger japanischer Freestyle-Skier, der auf die Disziplin Aerials (Springen) spezialisiert war.

## Werdegang
Mizuno nahm im Januar 2003 in Mont-Tremblant erstmals am Freestyle-Skiing-Weltcup teil, wobei er den 23. Platz errang. Bei den Weltmeisterschaften im folgenden Monat in Deer Valley kam er auf den 30. Platz. In der Saison 2003/04 sowie 2005/06 erreichte er je mit dem 29. Platz sein bestes Gesamtergebnis im Weltcup. Zudem wurde er im Januar 2006 japanischer Meister und errang mit dem zehnten Platz in Mont Gabriel seine einzige Top-Zehn-Platzierung im Weltcup. Bei den Olympischen Winterspielen 2006 in Turin belegte er den 25. Platz. In der Saison 2008/09 sprang er bei den Weltmeisterschaften 2009 in Inawashiro auf den 28. Platz und absolvierte in Moskau seinen 35. und damit letzten Weltcup, welchen er auf dem 32. Platz beendete.

## Erfolge

### Olympische Spiele
- 2006 Turin: 25. Platz Aerials

### Weltmeisterschaften
- 2003 Deer Valley: 30. Platz Aerials
- 2009 Inawashiro: 28. Platz Aerials

### Weltcupwertungen
| Saison  | Gesamt | Gesamt | Moguls | Moguls |
| Saison  | Platz  | Punkte | Platz  | Punkte |
| ------- | ------ | ------ | ------ | ------ |
| 2002/03 | 123.   | 3      | 38.    | 16     |
| 2003/04 | 119.   | 5      | 29.    | 58     |
| 2004/05 | 105.   | 5      | 33.    | 55     |
| 2005/06 | 93.    | 8      | 29.    | 87     |
| 2006/07 | 108.   | 4      | 37.    | 27     |
| 2008/09 | 145.   | 2      | 39.    | 15     |

### Weitere Erfolge
- 1 japanischer Meistertitel (2006 Aerials)